# Tatra T603
La Tatra T603 è una grande auto di lusso a motore posteriore prodotta dalla società cecoslovacca Tatra dal 1956 al 1975. È una continuazione della serie di berline Tatra aerodinamiche iniziata dalla Tatra 77. Nella Cecoslovacchia comunista solo gli alti funzionari del partito e i direttori delle fabbriche venivano condotti sulle 603; la vettura venne esportata anche in un certo numero di altri paesi dell'ex blocco sovietico.

## Genesi
La Tatra è stata il più importante produttore di auto di lusso in terra ceca. L'imperatore d'Austria-Ungheria Carlo I utilizzò una NW T o Tatra 20; il presidente cecoslovacco Tomáš Garrigue Masaryk guidava la Tatra 80 dodici cilindri, mentre il suo successore Edvard Beneš la snella Tatra 87. Mentre la T87 venne prodotta dal 1936 al 1950, la T600 può essere considerata la prima vettura della nuova classe politica comunista del dopoguerra. La T600 era molto più piccola e utilizzava un motore a soli quattro cilindri, il che la rende la discendente della T97, la piccola Tatra anteguerra. La produzione della T97 era stata fermata dai nazisti per coprire la sua somiglianza con la loro KdF-Wagen (che in seguito divenne noto come VW Maggiolino). A guerra finita si decise di continuare la produzione della T600, tuttavia l'economia della Cecoslovacchia, che aveva un governo filocomunista dal 1948, è stata in seguito oggetto di una certa regolamentazione da parte del Consiglio di mutua assistenza economica (Comecon), costituita da nazioni comuniste dell'Europa orientale. Così dopo aver cessato la produzione della T600 nel 1952, il Comecon decise che la Tatra avrebbe prodotto solo camion, mentre le auto di lusso sarebbero state importate in Cecoslovacchia dall'URSS.

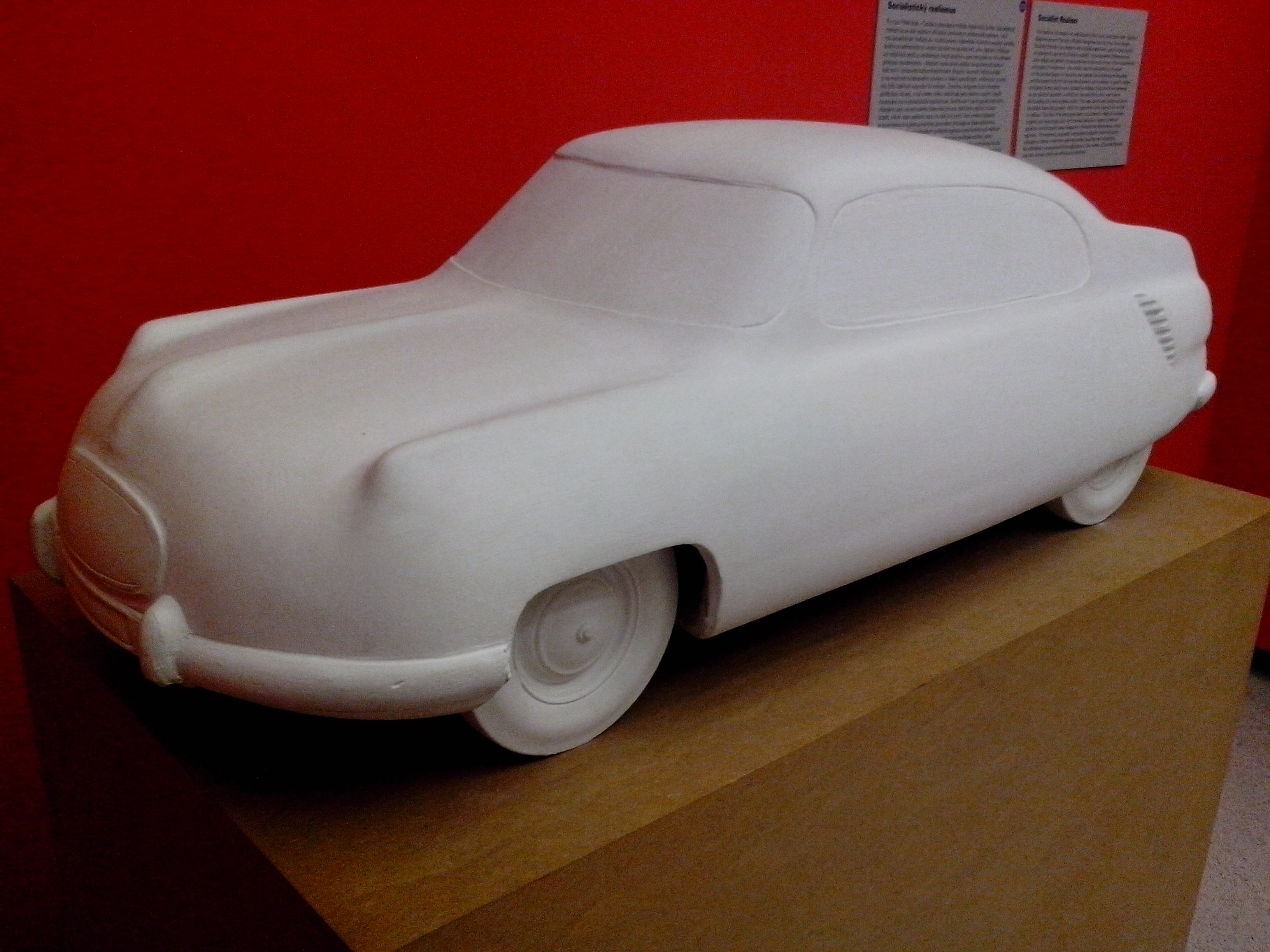
Una maquette della vettura

I progettisti Tatra tuttavia, continuarono il loro lavoro su una nuova vettura in segreto. Nel 1952 un gruppo di progettisti guidati da František Kardaus e Vladimír Popelář iniziò lo sviluppo segreto di una nuova vettura denominata Valuta, mentre ufficialmente stavano dedicando il loro tempo allo sviluppo di un nuovo autobus a tre assi T400. Nel 1953 il governo comunista, stufo di ritardi nella consegna delle auto sovietiche, così come della loro scarsa qualità, ordinò lo sviluppo di una nuova auto di lusso Tatra, dando così legittimità al lavoro precedente della squadra. La nuova vettura doveva avere un motore a otto cilindri raffreddato ad aria da 3,5 litri, e doveva essere pronta per la produzione entro la fine del 1954. Mentre il telaio era quasi pronto grazie al lavoro sulla Valuta, il motore era rimasto un problema. Anche nei loro disegni segreti nessuno aveva previsto un motore del genere. L'ingegnere Julius Mackerle propose una soluzione "temporanea", usare il motore già sviluppato da 2,5 litri (già utilizzato con successo nelle auto da corsa Tatra) nella nuova vettura T603, mentre quello più grande veniva approntato nei prossimi 4-5 anni tuttavia questo motore fu pronto solo per l'erede della T603.
La prima T603 guidabile fu terminata nel 1955. Molti disegni diversi della carrozzeria vennero testati in galleria del vento. Alla fine quello proposto da František Kardas e messo a punto da Vladimír Popelář e Josef Chalupa venne scelto per la produzione.
Così cominciò la produzione delle vetture T603 prima serie sia per il mercato interno che per quello dei paesi aderenti al Patto di Varsavia.
Dopo pochi anni sorse un altro ostacolo alla produzione, il Comecon infatti originariamente emise una disposizione che limitava la produzione di auto di lusso alla Cecoslovacchia a non più di 300 auto l'anno. La Tatra stava facendo di più però. Questo diventò un problema nel 1957 e nel 1958, soprattutto se si considera che la Germania orientale produsse la propria auto di lusso, la Sachsenring P240. Il Comecon decise che i due paesi dovessero raggiungere un accordo per scegliere quale paese dovesse continuare la produzione e fornire l'altro. Nel 1958 i Ministeri degli Interni dei due paesi presero parte a studi, a cui il ministro dell'industria della Germania Est assistette personalmente. La T603 vinse, e successivamente i funzionari superiori comunisti della Germania Est furono trasportati con la T603, mentre quelli inferiori dovevano guidare le importazioni URSS.

## Serie e versioni
Del modello T603 vennero prodotte 3 serie tra il 1956 e il 1975. Queste vetture sono denominate rispettivamente T603, T 2-603 e T 3-603, anche se il 3- non era una denominazione ufficiale usata dalla Tatra. Queste tre serie non sono facilmente identificabili sia per le poche differenze tra le serie che per la poca chiarezza dei documenti ufficiali.

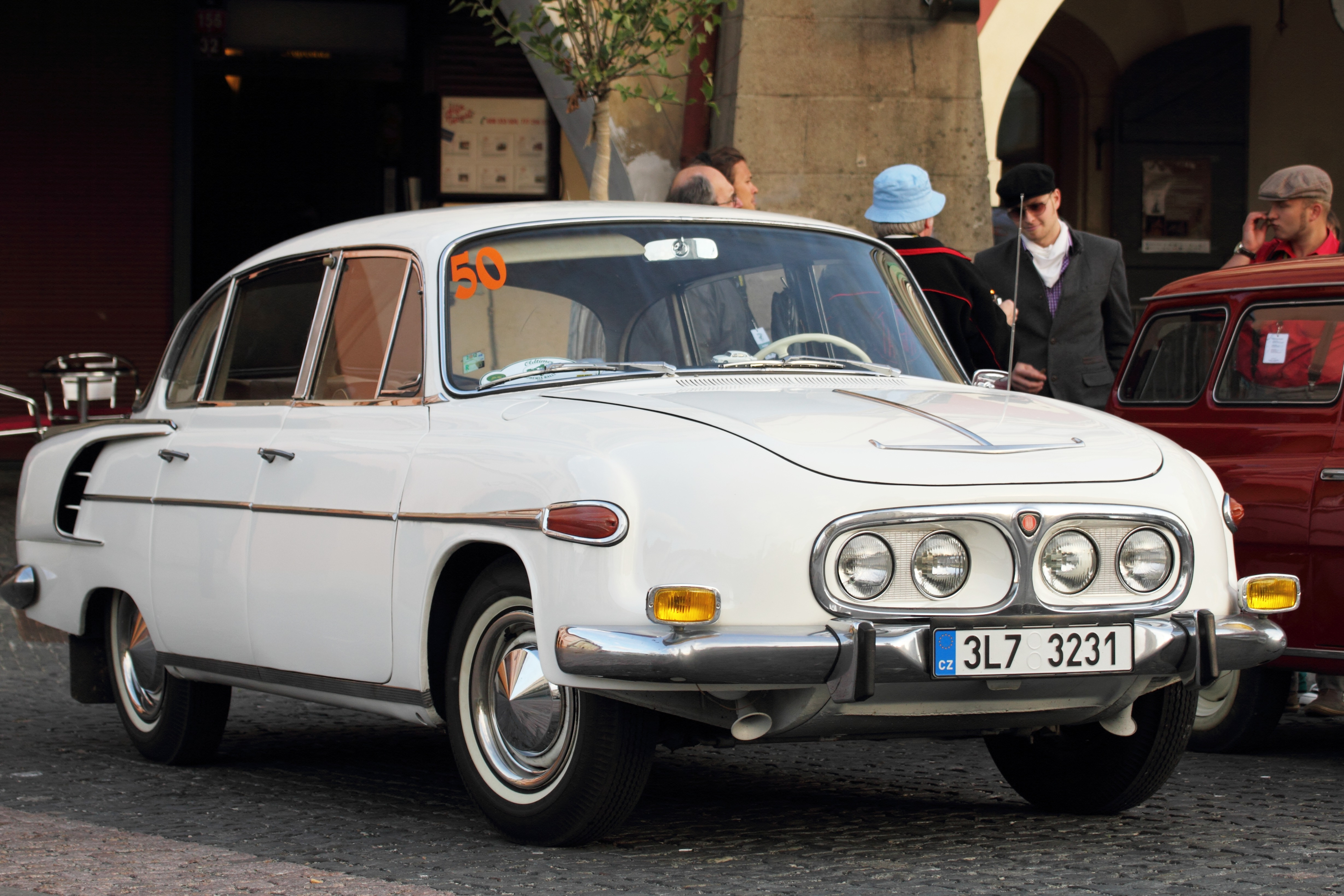
Una Tatra T2-603

A complicare le cose, molti modelli di prime T603 sono state restituite alla fabbrica per essere scambiate per un "nuovo" modello T-2 603 II, le auto più vecchie sarebbero state quindi smontate e ricostruite con lo stile corrente. Queste auto sono stati poi restituite come "nuove" T3 603. Come risultato, la maggior parte T603 sono di stile -3, indipendentemente dalla data di produzione originale.

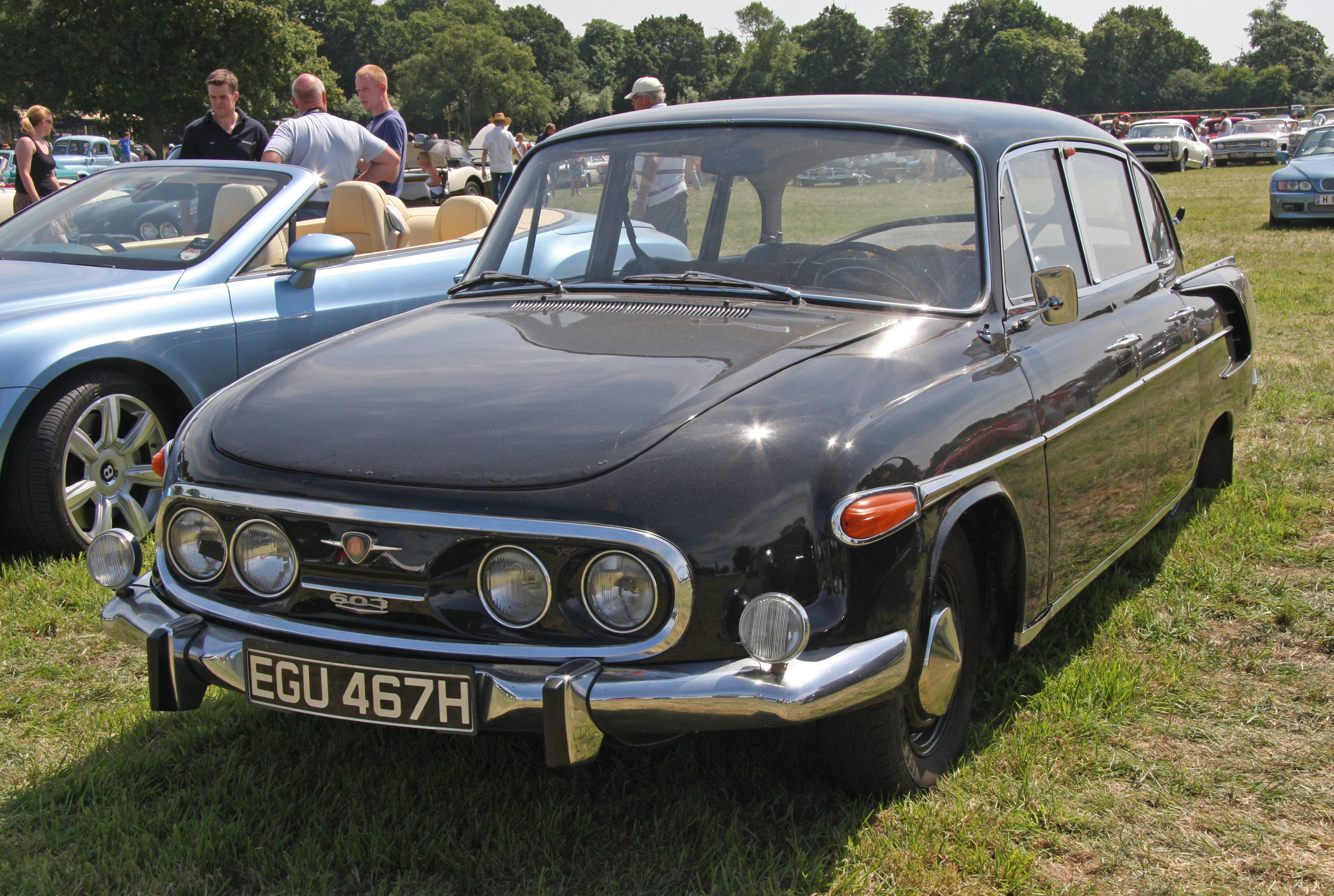
Una Tatra T-3 603 o T-2 603 II

La T603 è facilmente distinguibile per i tre fari racchiusi sotto una copertura in vetro trasparente.
Nel 1962 venne lanciato il modello T2-603. Quattro proiettori vennero montati all'interno di una lunga calandra ovale e il cruscotto venne cambiato. La carreggiata posteriore venne aumentata di 55 millimetri e il motore modernizzato.
Nel 1966 la vettura ottenne il servofreno, mentre nel 1967 venne modificata ancora nei dettagli: ad esempio il parabrezza venne ampliato di 66 millimetri.
La versione -3 (o  T2-603 II) cambia ancora la calandra e pone i fari a filo con la fascia anteriore della vettura. La vettura ottenne i freni a disco sulle quattro ruote e ufficialmente divenne una vettura a cinque posti invece che sei per motivi legali (dal 1968 le cinture di sicurezza divennero obbligatorie per i passeggeri dei sedili anteriori). Nel 1973 la T603 diventò la prima auto cecoslovacca con accensione senza contatti.
Il modello T603 è stato sostituito dalla T613 nel 1975 dopo 19 anni di carriera e 20.422  esemplari prodotti.

## Caratteristiche salienti

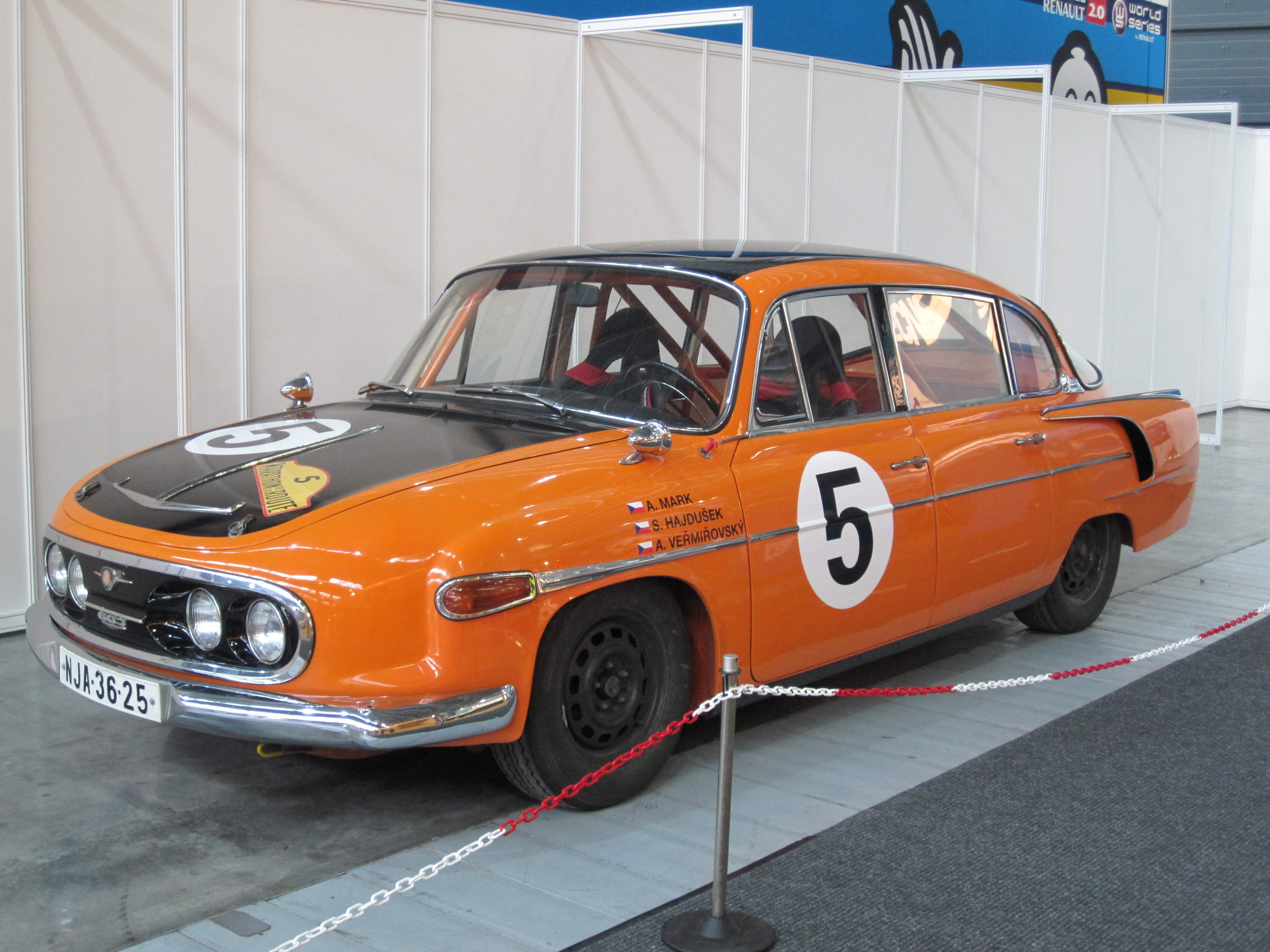
Una Tatra T-3 603 da gara

L'auto era pensata come una grande berlina di rappresentanza, tuttavia non aveva la tipica linea a tre volumi ma una più originale ma ugualmente elegante 2 volumi e mezzo. Inoltre la carrozzeria era molto aerodinamica e insieme al buon telaio ne consentirono l'uso nelle gare in pista e nei rally.
Il basso numero di vetture prodotte e la mancanza di automazione della produzione ha fatto sì che gli adattamenti "una tantum" fossero relativamente facili da realizzare.

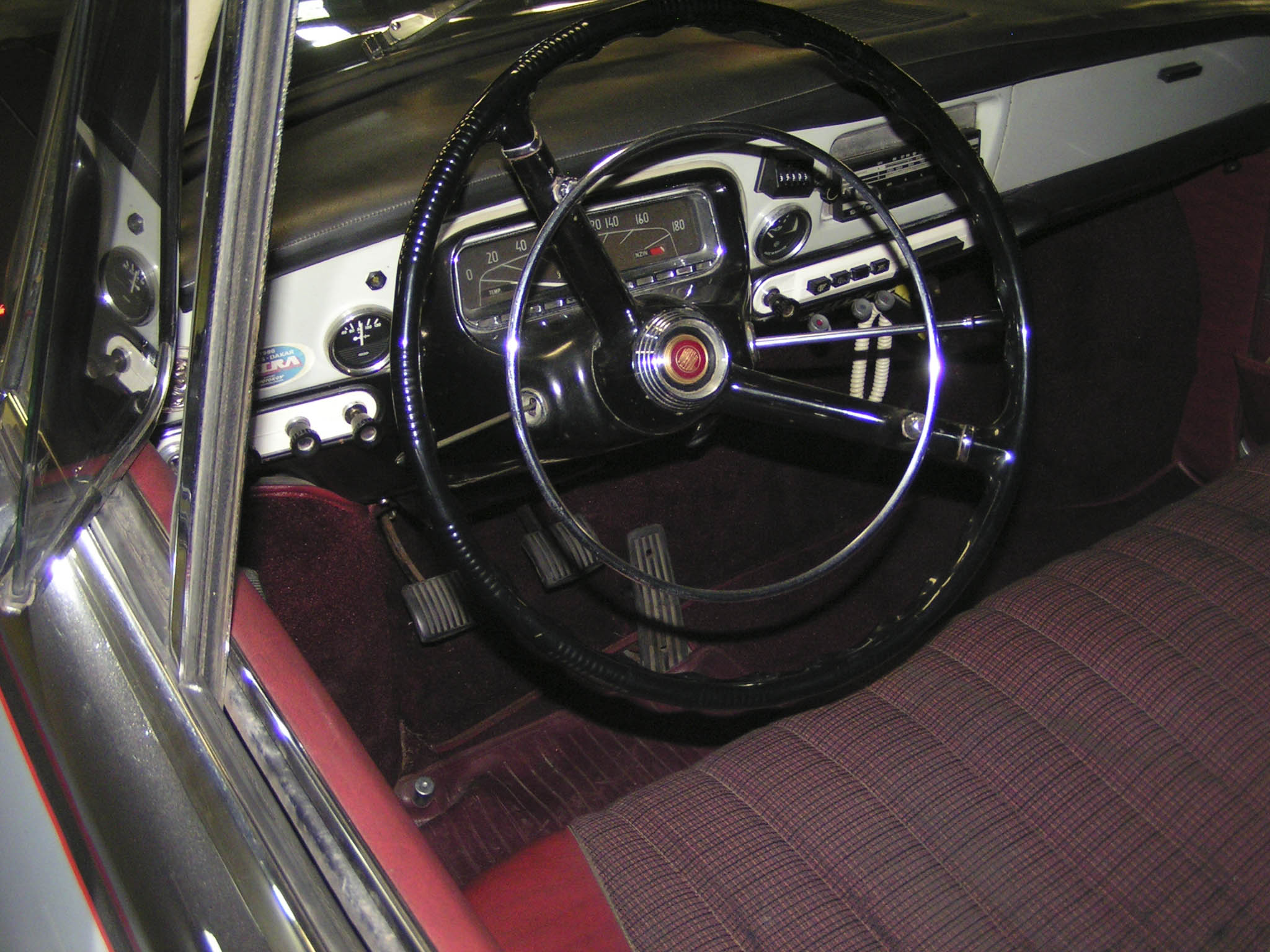
Il cruscotto

L'auto era anche ricca di innovazioni tecnologiche e soluzioni tecniche originali e ingegnose, in particolare il fanale orientabile. Nel primo modello della 603 con tre proiettori, quello centrale era collegato allo sterzo, rendendo possibile orientare questo faro nella stessa direzione dello sterzo (funzione già usata sulla T77 nel 1934). Originariamente i tre fari erano coperti da un unico pezzo di vetro, divenuti poi tre. Il grande vano bagagli si trovava sotto il cofano anteriore, alla base del quale venne posta la ruota di scorta. La ruota di scorta era posta in un contenitore separato che poteva essere aperto da sotto, permettendo così di raggiungerla senza togliere il bagaglio. Inizialmente il parabrezza era in due pezzi, ma presto venne unificato. L'interno aveva spazio sufficiente per ospitare sei occupanti. Per guadagnare spazio sufficiente per l'occupante del sedile anteriore centrale la leva del cambio è stata posta al volante, anziché sul pavimento. I sedili anteriori possono essere abbassati per creare un grande letto che potrebbe essere utilizzato da un massimo di quattro persone.  Tra i sedili posteriori e il motore V8 c'era un secondo vano bagagli ottimamente insonorizzato, un layout già utilizzato nella T77 per ridurre l'invadenza del motore (rumore, odore, calore, ecc) al minimo. La parte posteriore era caratterizzata da un grande lunotto in due pezzi che la rese la prima Tatra a motore posteriore con visibilità posteriore buona. L'interno aveva un impianto di riscaldamento autonomo di notevole potenza a cui si aggiungeva l'impianto di aria condizionata offerto come optional.

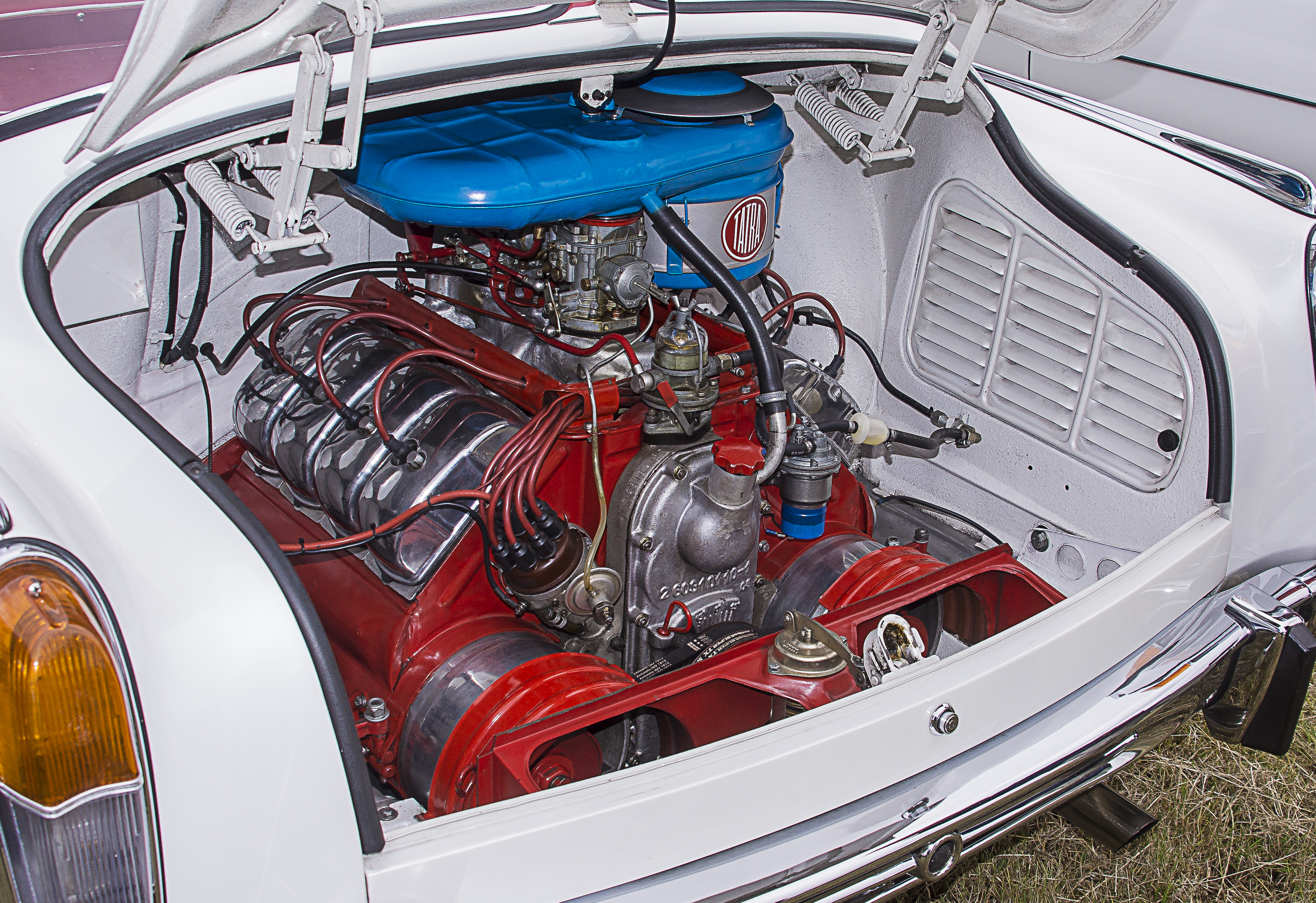
L'originale motore v8 raffreddato ad aria

Il motore era un V8 2,5 litri a valvole in testa collocato posteriormente raffreddato ad aria, del peso di soli 180 kg. Ciò consentiva alla vettura di avere la distribuzione dei pesi a pieno carico al 47% all'anteriore e al 53% al posteriore. Il motore era già stato utilizzato sulle ultime Tatra T87 e la sua estrema affidabilità venne confermata da un uso sulla macchina da corsa Tatra 607 o sul camion militare leggero T805. Il sistema di raffreddamento ad aria venne in seguito riprogettato per raffreddare meglio le parti più calde del motore, in modo più efficiente. Ulteriori modifiche nel corso degli anni hanno portato all'introduzione del motore modello T603H, da cui derivano i motori modello T603HB (modello per l'esportazione) e T603HT (modello per climi tropicali).
Il cambio era a quattro velocità (+ retromarcia) interamente sincronizzato. I clienti potevano ordinare rapporti "montani" più corti rispetto ai rapporti standard. La leva del cambio era al volante. Il cambio era realizzato in blocco con l'asse posteriore e col differenziale secondo lo schema transaxle.
L'auto aveva moderne sospensioni a 4 ruote indipendenti. La sospensione anteriore seguiva lo schema MacPherson mentre la sospensione posteriore sfruttava bracci longitudinali inferiori oscillanti con molle elicoidali e ammortizzatori idraulici telescopici.
Inizialmente venne utilizzato un sistema frenante idraulico a doppio circuito, in seguito divenuto unico. I freni erano a tamburo sulle quattro ruote fino al 1968, quando furono sostituiti da freni a disco.

## Uso ufficiale

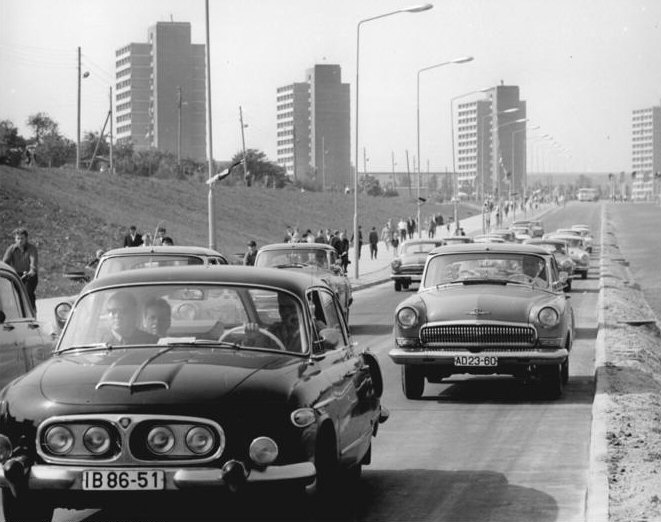
Una T-2 603 e una GAZ Volga M21 all'inaugurazione di una nuova arteria di raccordo a Rostock

Il modello T603 venne assegnato solo ai membri anziani delle istituzioni politiche e industriali. Circa un terzo della produzione T603 venne esportata, la maggior parte nei paesi dell'Europa centrale e orientale in quel momento alleati della Cecoslovacchia così come a Cuba e in Cina. Le vendite ai privati non erano normalmente possibili, anche se sembra che un paio di T603 siano state di proprietà privata in Germania Est. Nel corso dei venti anni di produzione della vettura, 20.422 vetture vennero costruite, in gran parte a mano. A ovest della cortina di ferro la macchina era per lo più sconosciuta, anche se alcune sono state utilizzate dalle ambasciate cecoslovacche nelle capitali occidentali. 
Ancor oggi si crede che l'ex presidente cubano Fidel Castro abbia posseduto una T603 bianca dotata di aria condizionata optional.